# Abner Louima
Abner Louima (né en 1966 à Thomassin, en Haïti) est un immigré haïtien qui fut victime de brutalités par des officiers de la police de New York, après son arrestation devant une boîte de nuit de Brooklyn en 1997.
Il avait alors trente ans et était marié, père de deux enfants et habitait Brooklyn depuis six ans. Bien qu'il ait étudié le génie électrique dans son pays natal, il travaillait en tant que gardien dans une station d'épuration des eaux à Flatlands, quartier de Brooklyn.

## Arrestation et torture
Le 9 août 1997 Louima se trouve au « Club Rendez-Vous », une boîte de nuit assez populaire située dans le quartier de East Flatbush. Tard dans la nuit, lui et plusieurs hommes interviennent dans une bagarre entre deux femmes. La police est appelée et plusieurs officiers du poste du 70e precinct y sont envoyés. Il s'ensuit une altercation devant le local entre la police, les personnes présentes dans la boîte de nuit et des passants. Justin Volpe, Charles Schwartz, Thomas Bruder et Thomas Weise faisaient entre autres partie des officiers en question. Dans la bagarre qui s'ensuit, Volpe semble avoir été attaqué par surprise ; il désigne Louima comme son agresseur, pour des raisons encore aujourd'hui incertaines. Volpe l'arrête pour trouble à l'ordre public, entrave à l'action d'un fonctionnaire de police, et rébellion.
Pendant le trajet en voiture jusqu'au commissariat, les officiers battent Louima avec leurs poings, leurs matraques et des talkie-walkie de police. Une fois sur place, ils soumettent Louima à une fouille corporelle et le jettent dans une cellule de détention. Les brutalités reprennent plus tard, allant jusqu'à un viol dans les toilettes du commissariat. Volpe lui donne des coups de pied dans l'aine. Alors que les mains de Louima sont menottées derrière son dos, il le sodomise avec le manche d'une ventouse, lui causant de sérieuses lésions au colon et à la vessie qui nécessiteront plusieurs opérations. Après cet acte, Volpe se balade dans le commissariat avec la ventouse couverte de déjections et de sang, indiquant qu'il avait « brisé un homme ».
Les dents de Louima furent également sérieusement abîmées lors de l'agression lorsque le manche lui fut introduit de force dans la bouche. Il témoigne plus tard qu'il y avait un autre officier dans la salle aidant Volpe, mais ne pouvait pas l'identifier. L'identité du second agresseur devint une importante pomme de discorde pendant le procès et les appels. Louima déclara au début que les officiers responsables de l'agression l'appelaient nigger (nègre) et auraient crié « This is Giuliani time! » pendant les sévices. Plus tard, il le niera : cette indécision sera utilisée par les avocats de la défense pour mettre en doute tout son témoignage.
Le jour suivant l'incident, Louima est transféré à la salle d'urgences de l'hôpital de Coney Island. Les policiers l'ayant emmené expliquent que ses blessures sont le résultat d'« activité homosexuelle perverse ». Une infirmière des urgences, Magalie Laurent, suspecte que la raison de ces graves blessures ne sont pas dues à des relations sexuelles homosexuelles. Elle appelle la famille de Louima et informe l'Internal Affairs Bureau de la police de New York d'un possible cas d'abus sexuel et sévices. Louima dut rester deux mois à l'hôpital.

## Procès
Volpe plaide non coupable concernant plusieurs violations des droits civiques de Louima ainsi que d'obstruction à la justice et fausses déclarations à la police. Une fois le procès à moitié achevé, il change d'avis et plaide coupable, avouant avoir sodomisé Louima. Malgré le fait que Louima ait eu plusieurs dents cassées, il nie avoir forcé le manche de la ventouse dans sa bouche et affirme ne l'avoir qu'approché de sa bouche. Volpe admet avoir mis la vie de Louima en danger. Le 13 décembre 1999 Volpe est condamné à trente ans en prison, une amende de 525 dollars et des dommages-intérêts de 277 495 dollars.
Charles Schwartz est condamné à quinze ans de prison le 27 juin 2000 pour avoir aidé Volpe à brutaliser Louima dans les toilettes. Il y a débat sur la possibilité d'avoir un procès neutre et juste dans une atmosphère aussi tendue. Lors d'une interview à l'émission 60 Minutes Volpe identifie Thomas Wiese et non Schwartz comme étant le second homme des toilettes, témoignage qui ne sera pas mentionné pendant le procès. La condamnation de Schwartz fut annulée par la Cour d'appel des États-Unis pour le deuxième circuit pour un vice de procédure. Toutefois, en 2002 il admet s'être parjuré en témoignant qu'il n'avait pas accompagné Louima jusqu'aux toilettes, et est en conséquence condamné à cinq ans de prison. Sa demande de grâce est ignorée le 30 mars 2006. Il est transféré dans un centre de transition en février 2007 et espère déménager au nord des États-Unis pour y travailler en tant que charpentier.
Trois autres policiers, Thomas Bruder, Michael Bellomo et Thomas Wiese, sont reconnus coupables d'avoir essayé de cacher des preuves des sévices. Le 9 mars 2000, Wiese et Bruder, ainsi que Schwartz, sont reconnus coupables de tentative d'entrave à une enquête fédérale, mais le jugement est cassé par une cour d'appel fédérale en février 2002 pour cause de preuves insuffisantes. Bellomo est reconnu innocent de tentative de dissimulation de preuves des attaques de Volpe sur Louima et sur un autre immigrant haïtien plus tôt dans la même soirée.

## Réaction du public et retombées
L'incident provoque la colère de la communauté haïtienne de New York et du pays. Le 29 août 1997 environ 7 000 manifestants marchent jusqu'à la mairie de la ville et le commissariat du 70e precinct, où eut lieu l'agression sur Louima. La manifestation est baptisée « Jour de colère contre la brutalité et le harcèlement policier ».
Le cas Abner Louima est mentionné dans le rapport d'Amnesty International de l'année 1998 sur les États-Unis, parmi d'autres cas de brutalité, torture et abus de la part de policiers. Amnesty International utilise aussi l'incident comme étude de cas dans un tract de sa campagne contre la torture.
Mike McAlary, un journaliste du New York Daily News, se voit remettre le prix Pulitzer pour son travail sur le cas Louima.
La condamnation publique n'est pas universelle. Sean Hannity, présentateur de journal télévisé de Fox News, est l'un des plus grands critiques de Louima pendant le procès, disant qu'il aurait inventé le viol de toutes pièces, et l'appelle « Lying Louima ». Il utilise des entrevues avec des personnes prétendant savoir que Louima avait eu des relations sexuelles avec des hommes pour renforcer la théorie que les blessures sont les conséquences d'« un acte sexuel gay ». Hannity arrête de l'appeler « Lying Louima » après la confession de Volpe.
Le procès que Louima intente contre la ville de New York lui rapporte une somme de 8,75 millions de dollars le 30 juillet 2001 ; ce sont les plus gros dommages-intérêts jamais accordés dans toute l'histoire des brutalités policières de la ville. Après avoir payé ses avocats, Louima touche environ 5,8 millions.
En février 2003, Louima rend visite à sa famille en Haïti. Il y parle de fonder l'Abner Louima Foundation, une ONG ayant pour but de construire un centre communautaire et un hôpital en Haïti. Louima indique qu'il pense utiliser son propre argent ainsi que des dons pour ouvrir des centres communautaires pour Haïtiens et autres personnes cherchant une aide juridique, financière ou autre, en Haïti, à New York et en Floride. Louima paie les frais de scolarité de quatorze enfants pauvres de Thomassin, son village natal. Pendant son voyage à Haïti, il rencontre le président du pays, Jean-Bertrand Aristide, autrefois un prêtre que Louima avait connu petit. Dans l'une de ses rares interviews, Louima déclare être convaincu de pouvoir faire quelque chose pour son pays natal très pauvre. « Dieu a peut-être eu une raison de sauver ma vie, je pense en faire bon usage. »
Aujourd'hui, Louima vit à Miami Lakes, en Floride, et possède des maisons en banlieue de Miami et à Port-au-Prince ainsi que plusieurs investissements fonciers en Floride.
Louima a depuis participé à plusieurs manifestations contre les brutalités policières avec Al Sharpton, dont celle qui suivit le meurtre du jeune Sean Bell en 2006. Le 9 août 2007, exactement une décennie après son agression, Louima est honoré par le National Action Network au palais de justice de New York pour son courage et sa persévérance dans la recherche de la justice, ainsi que pour son aide à ceux qui ont aussi souffert de brutalités policières.